# Demokratikus iskola
A demokratikus iskola legfőbb jellemzője, hogy az iskolában egy széles hatáskörű, tanárokat és diákokat is magába foglaló önkormányzat működik. Az önkormányzat működhet a többségi elv szerint, vagy a szociokrácia alapján is. Az önkormányzat hatásköre meghatározott, iskolánként különböző, de mindenképp elég széles ahhoz, hogy az önkormányzatnak fontos szerepe legyen az iskola életében. Az egyik legdöntőbb ilyen terület, ahol az önkormányzat fontos szerepet játszik az az igazságszolgáltatás. Az iskolán belüli konfliktusokat az iskolai önkormányzat, vagy annak szervei tárgyalják, és oldják meg. Az iskolagyűlés másik fontos szerepe az iskolai törvények, viselkedési szabályok meghozatala és igény szerinti megváltoztatása. Az önkormányzat törvényeit minden iskolai polgár köteles végrehajtani és ellenőrizni is. Az ellenőrzés nem terjedhet ki az önbíráskodásra. A törvények megszegői az iskolagyűlés, vagy annak tisztségviselői (például ombudsman) élé kerülnek. A demokratikus iskolák további jellemzője, hogy a gyerekeknek több lehetősége van játszani, az iskolás tanulás kisebb szerepet játszik. Az egyes országok és iskolák sajátosságai szerint lehetséges, hogy a tanításban való részvétel egészen önkéntes-e (Summerhill), vagy csak részben az (Sand School). Vannak demokratikus iskolák, ahol egyáltalán nincsenek órák (Sadbury-Valley). A demokratikus iskolák, bár ma még nem túlzottan elterjedtek kihívást jelentenek a tradicionális iskolarendszernek, amely elavult tekintélyelvű struktúrákat tartanak fenn, és ahol a tanítás túlzott súllyal nehezedik a gyerekekre.
Abban, hogy hogyan folyik a tanítás nincs egységes filozófiája a demokratikus iskoláknak. A két legfontosabb tipus
- Falko Peschel harzbergi iskolája ill
- Summerhill

A harzbergi iskolában van "kötelező" tanulási sáv. A tanulási sávban a gyerekek döntenek arról, hogy mit, kivel és hogyan tanulnak. Szabad játékra a szünetekben és a délutáni iskolaidőben van lehetőség
Summerhillben nincsenek kötelező órák, amelyeket a gyerekeknek látogatni kell. A tanulók szabadon döntenek arról, hogy milyen tevékenységet folytatnak. A játékra fordított idő nem korlátozott, mert a játékra fordított időben ugyanúgy tanulnak a gyerekek, ha a tanulást széles értelemben vesszük.

## Történelem
A legrégebbi, ma is működő demokratikus iskola az angliai Summerhill iskola, amelyet 1921-ben alapított A. S. Neill.
Az iskola egy magániskola, amely nem kap állami támogatást. A Kirkdale iskola egy másik angliai szabad iskola volt, amelyet A. S. Neill inspirált és 1964 és 1980 között működött. 1987-ben alapították a máig működő Sands iskola.
Az USA-ban Bronson Alcott működtetett egy hasonló iskolát a 19. században. Homer Lane alapította meg 1907-ben bűnöző gyerekeknek a Ford-Köztársaságot, majd 1913-ban Angliában a Little Commonwealth-et. Híres még George Dennison alapította First Street School, a Sudbury iskolák, a The Circle School, az Albany Free School, a The Highland School, és a New York-i Brooklyn Free School.
Körülbelül 200 iskola Archiválva 2009. március 28-i dátummal a Wayback Machine-ben nevezi magát világszerte demokratikus iskolának.
1993 óta működik az International Democratic Education Conference (IDEC) egy évenként mindig másik kontinensen megrendezett összejövetele a demokratikus iskoláknak. Az európai iskolák szervezete 2008-ban alakult EUDEC European Democratic Education Community néven.

## Történelmi példák
- Temple School (Bronson Alcott)
- Little Commonwealth (Homer Lane)
- Orphans Home (Janus Korczak)

## Ma is működő iskolák
- Falko Peschel Harzbergi-i iskolája
- Summerhill
- Jane Addams School for Democracy, Augsburg
- Brisbane Independent School, Ausztrália
- Jane Addams és a Hull House (angolul)
- Shimer College
- A Pine Community School, Brisbane Ausztrália honlapja (angolul) Archiválva 2011. április 8-i dátummal a Wayback Machine-ben
- Hudson Valley Sudbury School, Kingston
- Tamariki cristchurch School, New Zealand

## Fordítás
Ez a szócikk részben vagy egészben  a   Democratic education című angol Wikipédia-szócikk ezen változatának fordításán alapul.  Az eredeti cikk szerkesztőit annak laptörténete sorolja fel. Ez a jelzés csupán a megfogalmazás eredetét és a szerzői jogokat jelzi, nem szolgál a cikkben szereplő információk forrásmegjelöléseként.